# Детройт-Олимпиа
Олимпиа Стадиум (англ. Olympia Stadium), более известный как Детройт Олимпиа — стадион, существовавший в Детройте с 1927 по 1987 год. Вместимость арены составляла 15 000 человек. Стадион носил прозвище «Старый красный амбар» (англ. The Old Red Barn).
Олимпиа был открыт в сентябре 1927 года и первым мероприятием стало родео. Позже главным арендатором арены стала команда «Детройт Ред Уингз» из Национальной хоккейной лиги (в то время выступавшая под именем «Детройт Кугарс»). «Кугарс» сыграли свою первую игру на арене 22 ноября против «Оттавы Сенаторс».
Кроме «Ред Уингз», в Олимпии играли свои домашние игры команда «Детройт Олимпикс» из Международной-американской хоккейной лиги в 1930-х годах, «Детройт Пистонс» с 1957 по 1961 год. Арена принимала матч всех звезд НБА в 1959 году и NCAA Frozen Four в 1977 и 1979 годах.
В Олимпии также проходили боксерские поединки, которые устраивал International Boxing Club, включая знаменитый бой Джейк ЛаМотта против Шугар Рэй Робинсона.
С концертами на арене выступали Beatles, Wings, Led Zeppelin, Элвис Пресли, The Rolling Stones, Фрэнк Синатра, Pink Floyd, The Monkees и Kiss.